# Abdij van Tournus

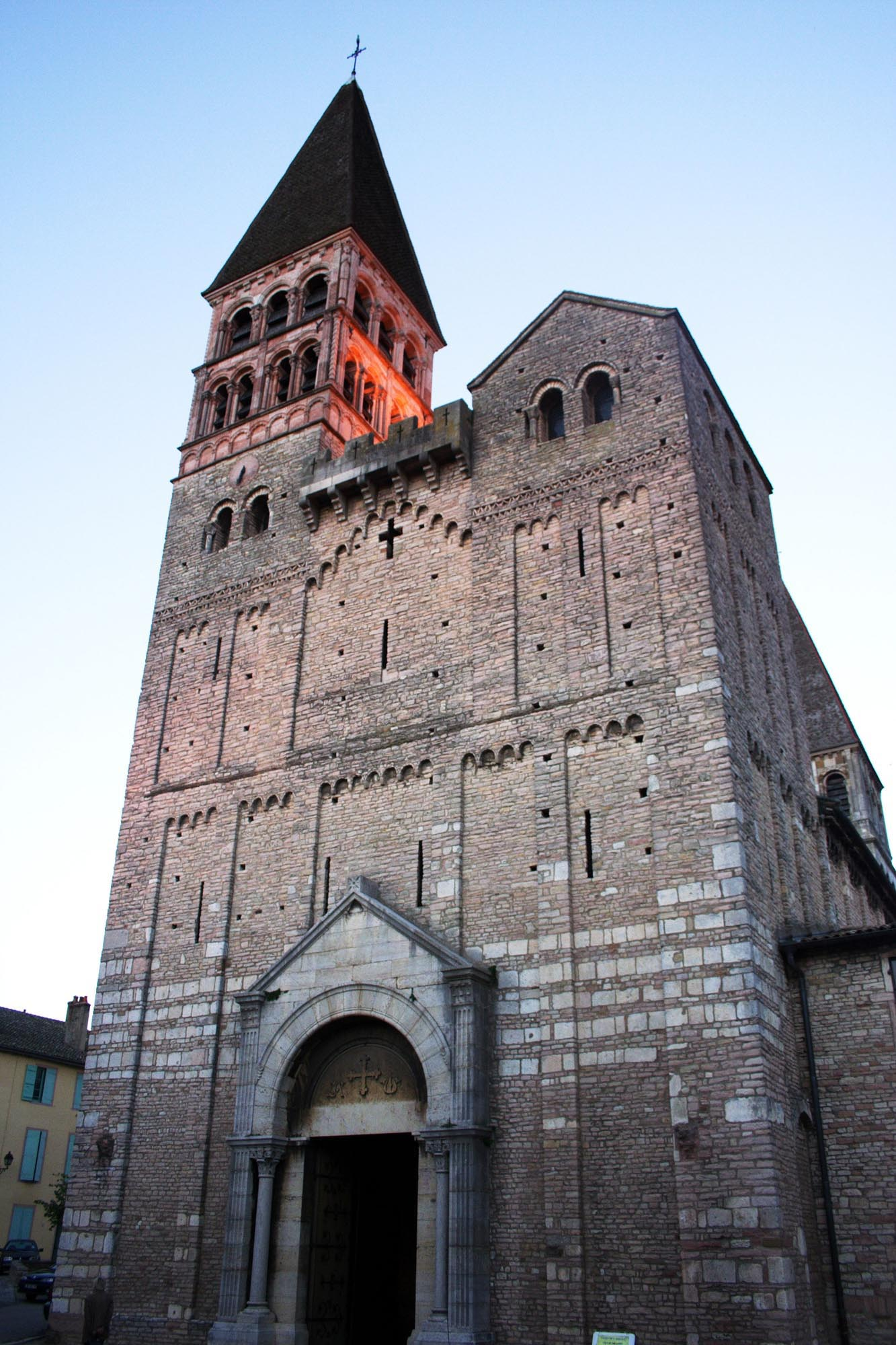
De westelijke gevel

De Abdij Saint-Philibert is een voormalige benedictijner abdij in Tournus in Bourgondië (departement Saône-et-Loire). De abdij werd gesticht in 875 en afgeschaft na de Franse Revolutie. De voormalige abdijkerk is vroegromaans; de gevel — streng, als van een burcht — doet sterk aan de Karolingische en Ottoonse architectuur denken. Een zeer groot deel van het klooster - refter, voorraadkelder, kloostergang en kapittelzaal – is nog authentiek 11e- en 12e-eeuws. Het abtenpaleis is van de 15e eeuw.

## Geschiedenis
Met steun van Karel de Kale vestigden monniken van de abdij van Noirmoutier zich hier in 875. Zij brachten relieken van de heilige Philibert van Jumièges mee. De Abdij van Tournus werd in de 10e, 11e en 12e eeuw uitgebouwd. Het gebouw werd enkele malen door oorlogsgeweld beschadigd, maar doordat het in 1790 tot parochiekerk was verklaard bleef het de gebruikelijke vernielingen tijdens de Franse Revolutie bespaard. Nadat de kerk als een van de grootste romaanse monumenten in Frankrijk in 1844 beschermd werd als nationaal historisch monument zijn er onder regie van de Dienst Historische Monumenten talloze bouwkundige ingrepen gepleegd. De voornaamste daarvan zijn de grote restauraties onder leiding van de architecten Charles Antoine Questel (1845-1850) en André Ventre (1908-1915). De laatste liet authentieke elementen zoals de bepleistering van de pilaren en binnenmuren, de houten steunbalken en gordelbogen in de zijbeuken weghalen, hetgeen later absurd werd beschouwd.

## De kerk

### De gevel
De westelijke gevel aan het voorplein wordt verlevendigd door een spel van lisenen en rondboogfriezen. De daardoor gevormde verdiepte spaarvelden vormen een contrast met de vensteropeningen boven in de gevel en in de toren. Het grote middenportaal is een reconstructie uit de 19e eeuw.

### De narthex

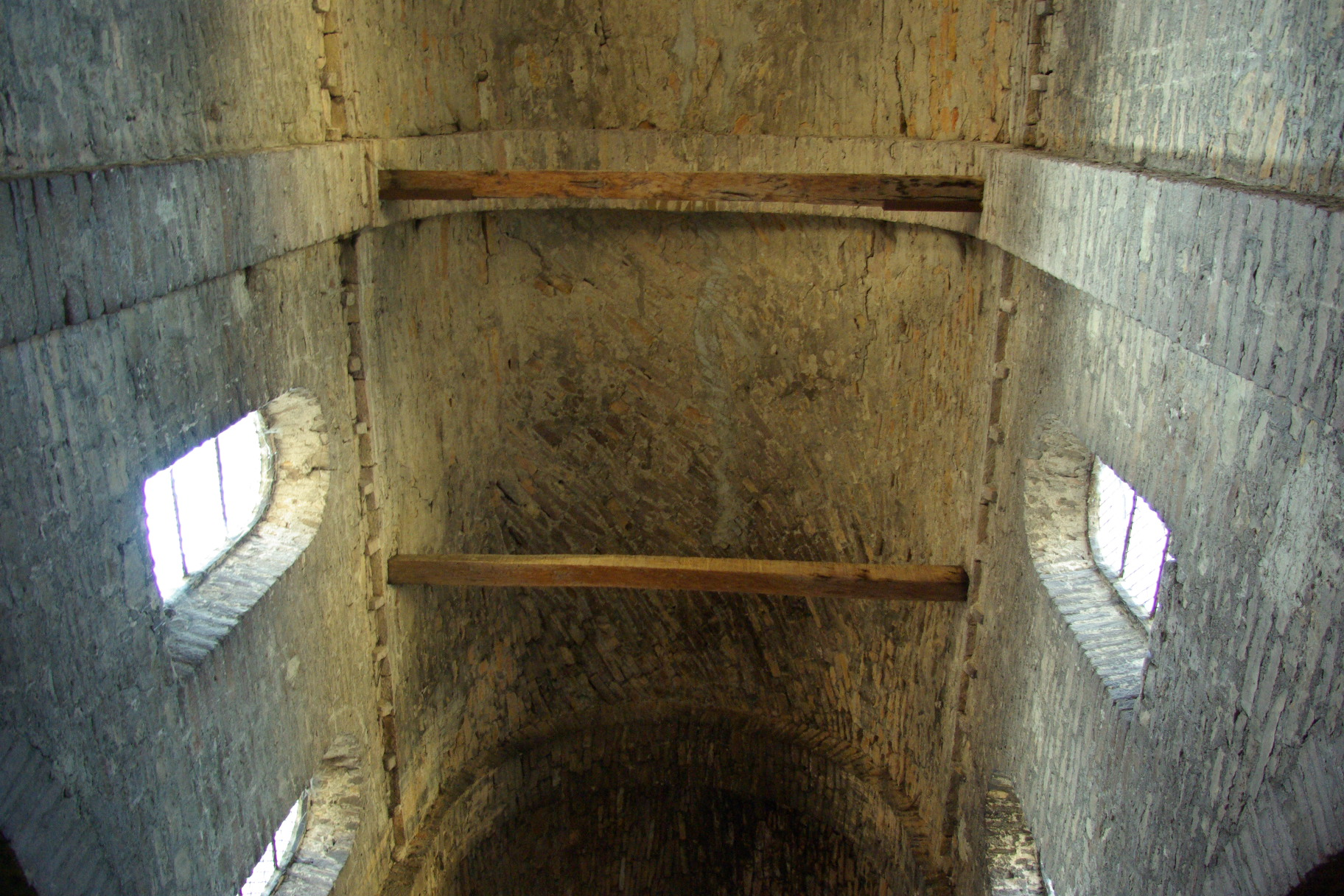
Gewelven van de narthex

De narthex is wat smaller en iets hoger dan het schip van het langhuis en bestaat uit drie schepen met elk drie traveeën. Het ruwe, simpele metselwerk en de vier enorme pijlers tussen de schepen verlenen de ruimte een zekere grootsheid. De vloer is grotendeels bedekt met grafstenen uit de 12e tot 18e eeuw, sommigen rond of ovaal. Boven het portaal naar het langhuis en in de linker zijbeuk zijn fresco's aangebracht, respectievelijk Christus in Majesteit en de Kruisiging tonend. Het middenschip van de narthex heeft graatgewelven, de zijbeuken dwarsliggende tongewelven (in het langhuis is dat juist andersom). Het gewelf van de linker zijbeuk is beschilderd met een schaakbordpatroon, verwijzend naar het wapen van de eertijds machtige familie Digoin.
Op de verdieping, die dezelfde indeling heeft als de begane grond, bevindt zich de wat vervallen Michaelkapel. Door een verhoogd middenschip met vensters is de kapel veel lichter dan de begane grond. Een boog verbindt de kapel met de orgelgalerij. Rond de boog zijn kapitelen met Karolingische trekken te zien.
De begane grond van de narthex is qua vorm een exacte kopie van de beroemde Basilica van Maxentius in Rome, zij het op kleinere schaal (ongeveer 1:5). De enige afwijking vormen de zijbeuken met hun grotere hoogte. Het bouwmateriaal is daarentegen geheel verschillend: terwijl de basiliek van Maxentius was opgetrokken in beton, bekleed met baksteen en bedekt met grote marmeren platen met ingelegd kleurig opus sectile, is hier alleen witgekalkte kalksteen gebruikt. Er zijn bronnen die de bouw van deze kopie verklaren door de aanwezigheid van Constantijn de Grote tijdens militaire activiteiten nabij Chalon-sur-Saône rond 312, toen hij zich tot het christendom bekeerde. Er zijn echter ook historici die dit in twijfel trekken, evenals trouwens de bekering van de keizer. Wel namen in het begin van de 4e eeuw de activiteiten van predikers, zoals de H. Marcel en de H. Valérien, in de regio toe.
In de Michaelkapel zijn een aantal vroegromaanse kapitelen in de Boog van Gerlannus te zien, die duidelijk Karolingische trekken vertonen. Ze zijn meer gegraveerd dan gebeeldhouwd; het kapiteel geeft nog steeds de indruk van een stenen kubus.

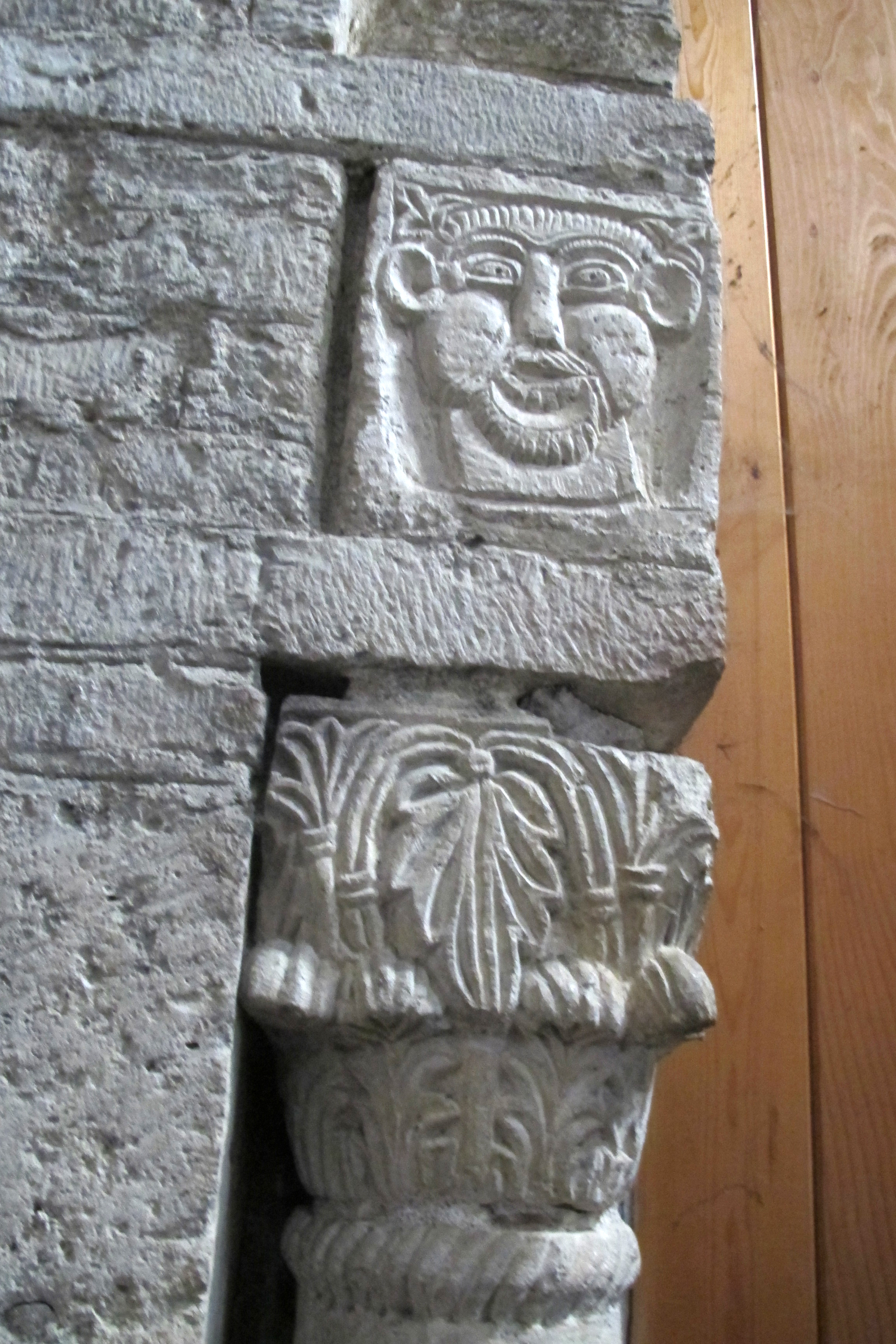
Kapiteel in de Boog van Gerlannus in de Michaelkapel
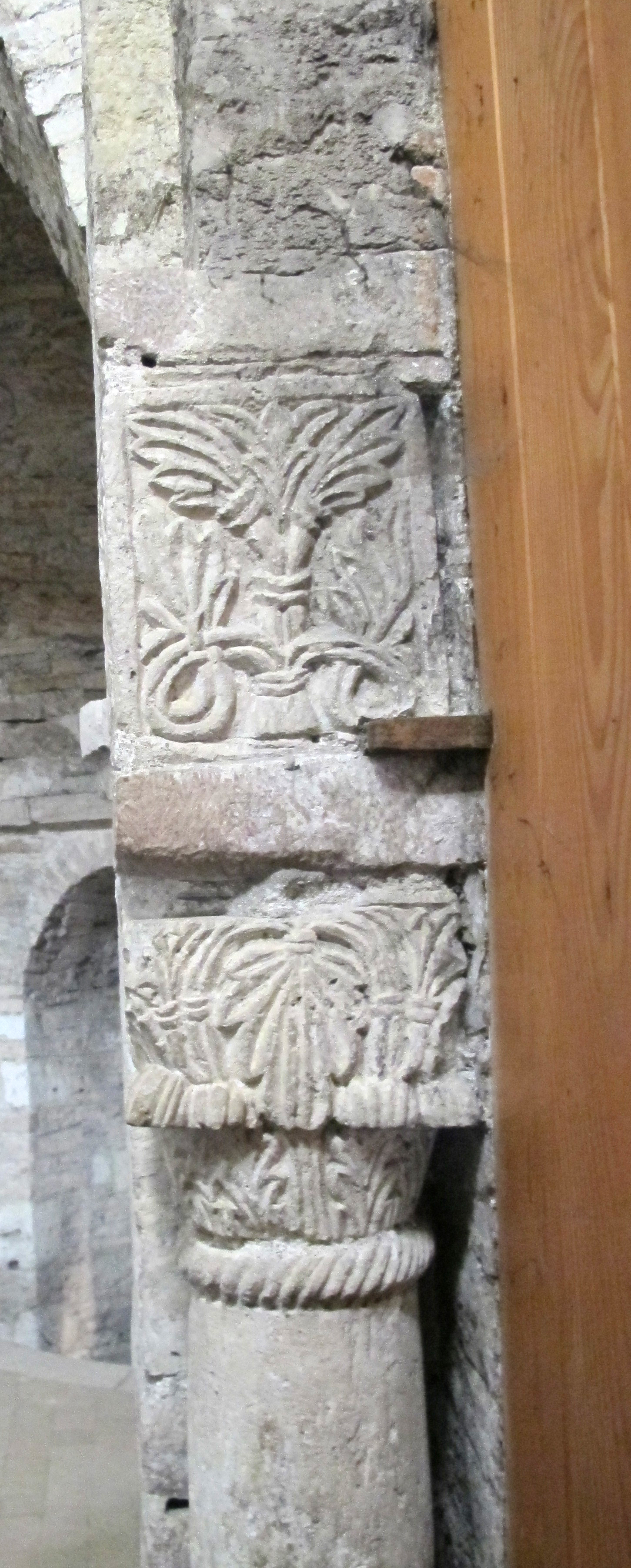
Kapiteel in de Boog van Gerlannus in de Michaelkapel
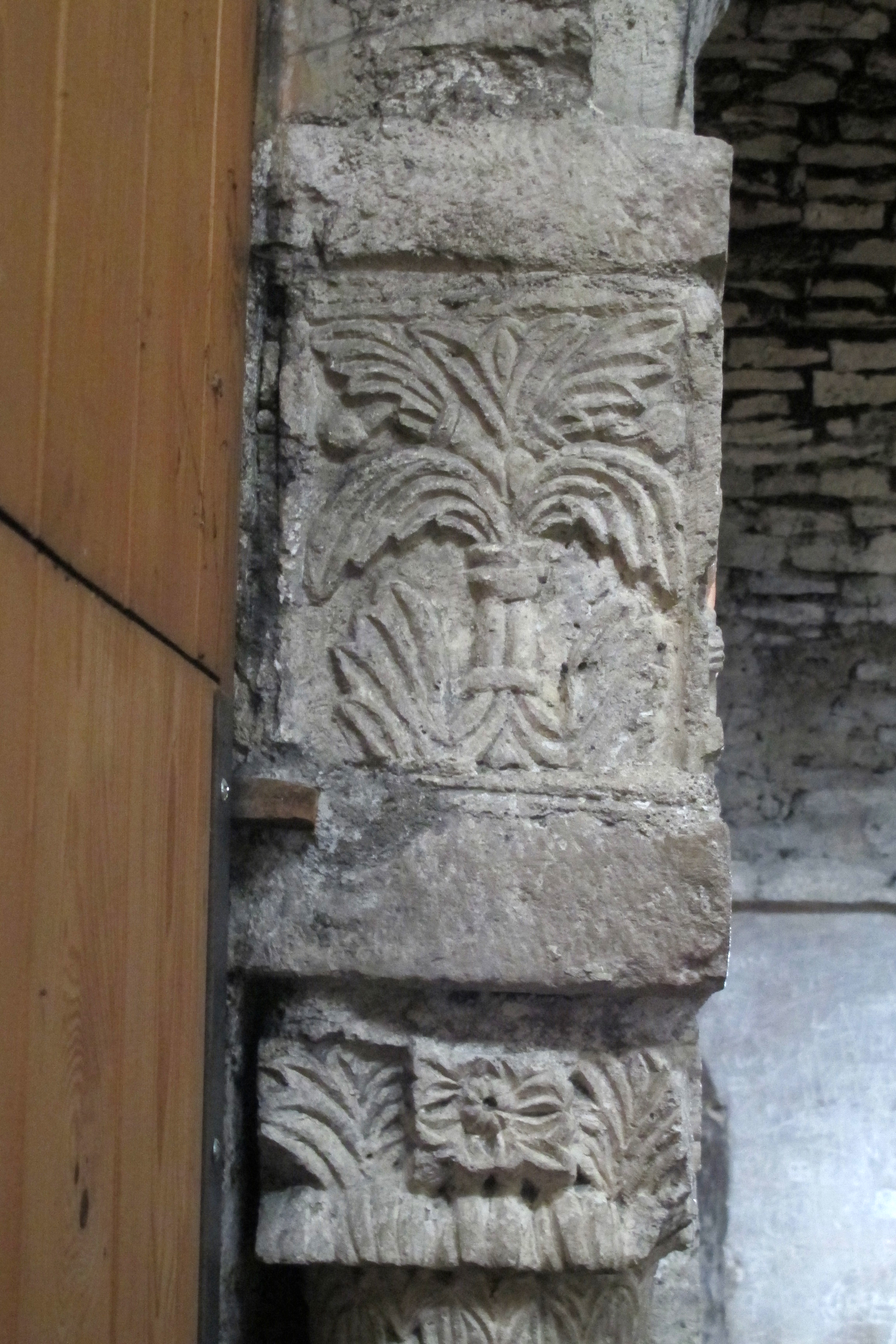
Kapiteel in de Boog van Gerlannus in de Michaelkapel
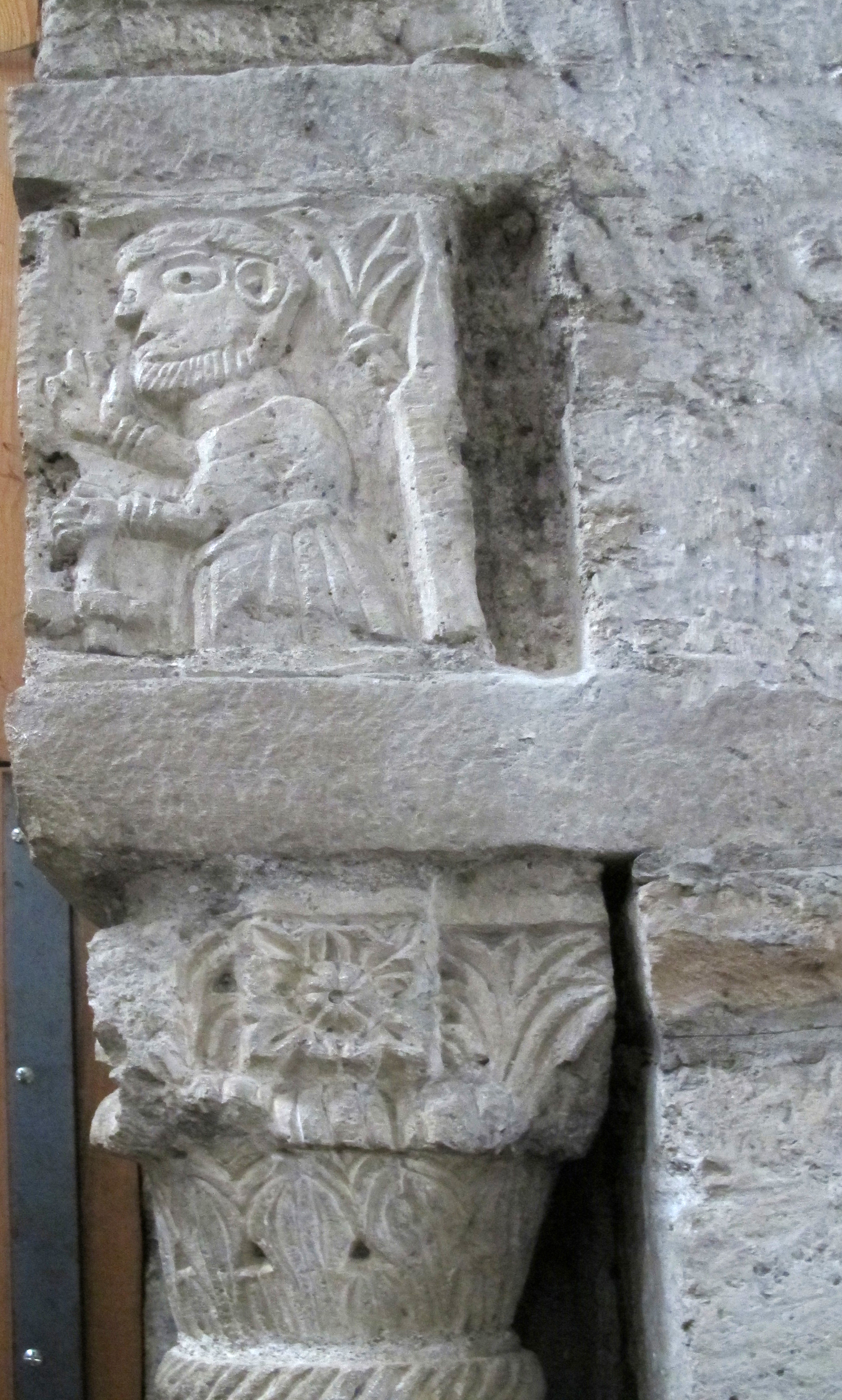
Kapiteel in de Boog van Gerlannus in de Michaelkapel

### Het schip en de zijbeuken

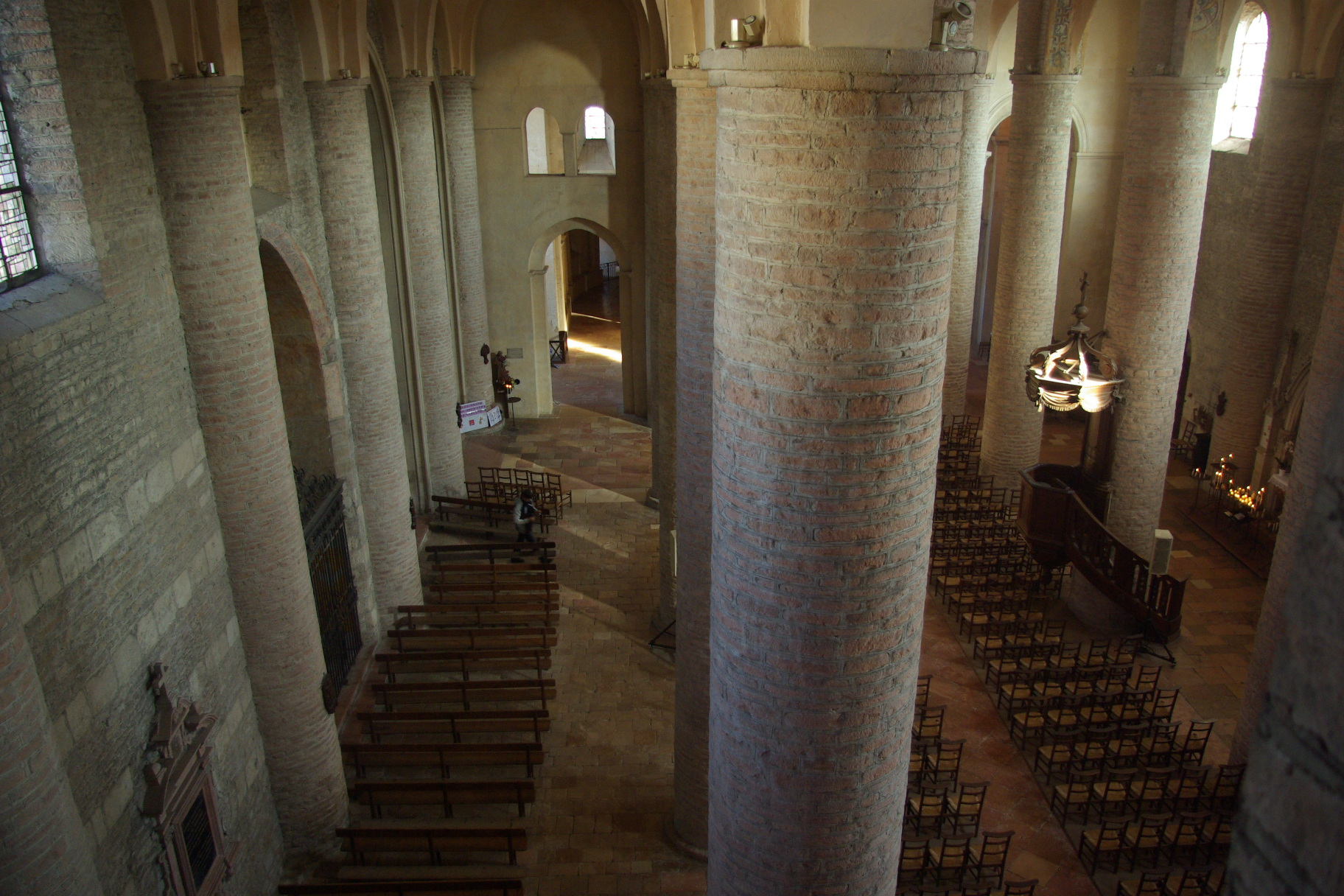
De kloosterkerk vanuit de narthex

Het 11e-eeuwse middenschip is een hoge, luchtige, lichte ruimte bestaande uit vijf traveeën met dwarsliggende tongewelven tussen gordelbogen. De pilaren en de binnenmuren van schoon metselwerk verlenen de kerk een ongebruikelijk aanzien. Het middenschip is door twee grote arcades van scheibogen gescheiden van de zijbeuken. De bogen zijn niet zuiver rond; het zijn kettingbogen. De beide onderste uiteinden zijn loodrechte lijnen, de top van de boog is enigszins afgevlakt. Dit profiel is uniek in de romaanse architectuur. De buitenmuren van de zeer hoge zijbeuken hebben vensteropeningen en zijn daardoor goed verlicht. De graatgewelven hebben hetzelfde profiel als de grote bogen, zij het wat zwakker.
Het maatstelsel van het schip berust op de "toise de Besançon". Een travee meet vier bij drie vadem, de diagonaal is dus 5 vadem. De hoogte van een pilaar is eveneens 5 vadem. De hoogte van de halfpilaren waarop de arcades rusten is 1 vadem. De top van de gewelven ligt ongeveer 8 vadem boven het vloeroppervlak. De zijbeuken hebben een vloeroppervlak van 3 bij 3 vadem. Het stelsel heeft waarschijnlijk niet zozeer symbolische dan wel praktische waarde gehad bij de bouw.

### De dwarsbeuk en devieringtoren

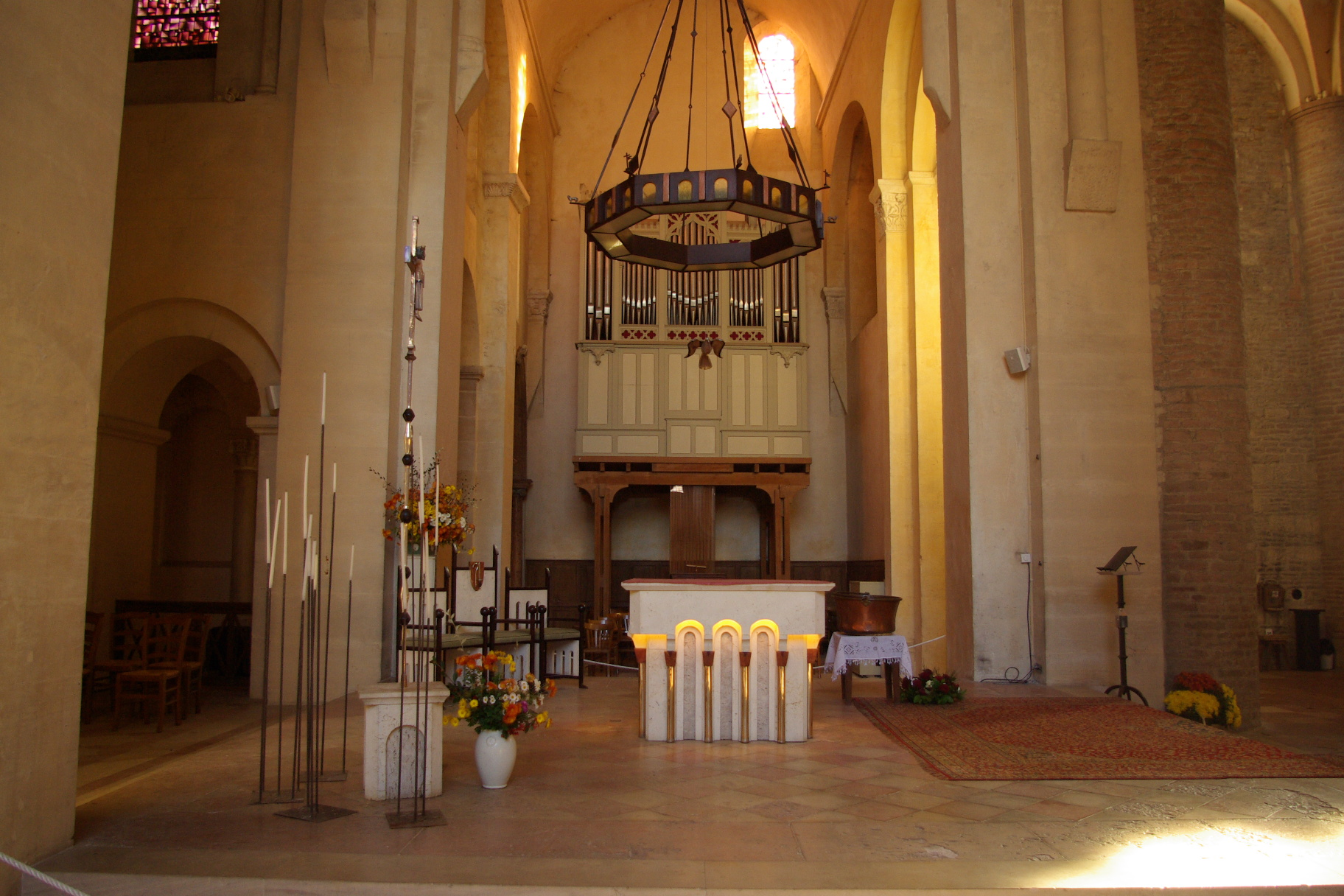
De viering van de kruisbeuk

De vier kruisvormige pijlers van de viering zijn niet origineel; ze dateren van de restauratie van Questel. De lantaarn boven de viering heeft vensteropeningen met talloze zuiltjes van rechtopstaande stenen en wordt afgesloten met een koepel op trompen. De toren uit de 12e eeuw is afgesloten en heeft geen klokken meer sinds die in 1562 tijdens de strijd met de hugenoten zijn weggehaald. De gevels zijn een uiting van het hoogtepunt van de romaanse kunst. De bouw in drie fases strekte zich uit over de hele 12e eeuw. De twee bovenste etages met grote galmgaten zijn rijkelijk geornamenteerd met kleur, friezen en kapitelen; qua vorm en bouwperiode zijn ze nauw verwant aan Cluny III.
De noordelijke arm van de dwarsbeuk is van de zijbeuk gescheiden door een diafragmaboog waarboven een gordelboog en twee tweelingvensters. De noordwand is ooit vervangen door een groot blind gotisch venster. De aangrenzende kapel van Saint-Ardain bevat een tableau met de namen van alle abten vanaf 875 tot 1790. De zuidelijke arm, waarin vaak is verbouwd, is van de zijbeuk gescheiden door een zeer hoge gordelboog, rustend op pilaren met kapitelen. Een van de sokkels vermeldt: RENCO ME FECIT.

### Het koor en de kooromloop

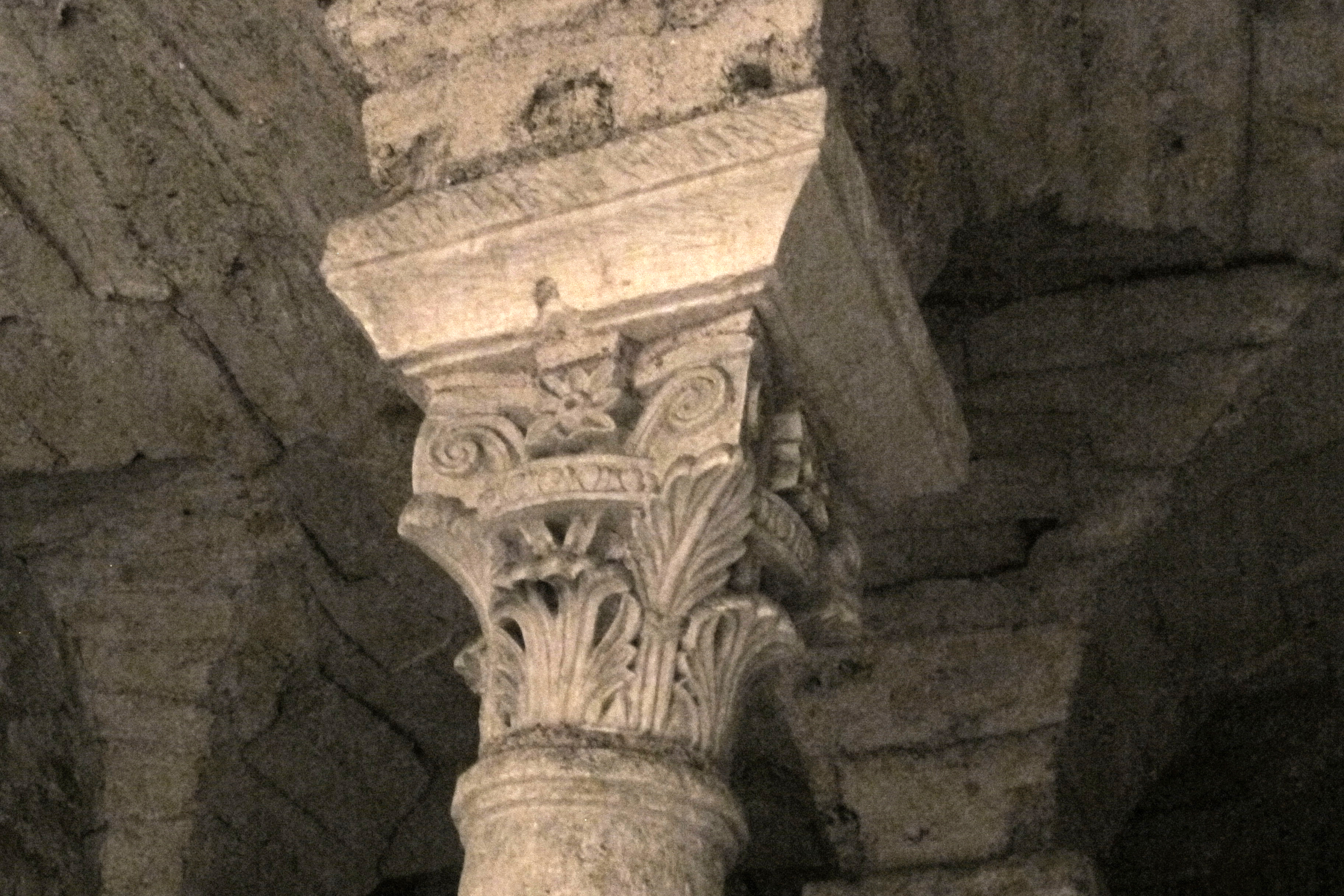
12e-eeuws kapiteel in de Philibertkapel

Het koor en de kooromloop hebben dezelfde vorm als de crypte en de omloop in de crypte en liggen ook exact erboven. Ook de kapellen rondom zijn op dezelfde wijze gesitueerd en hebben ook een vlakke achterwand. Het koor is daardoor smaller dan het middenschip. In de centrale kapel van de apsis staat de reliekschrijn van de patroonheilige Philibert. Een van de zijkapellen dient als sacristie. De binnenwand van de omloop heeft een rondboog naar het koor toe, de buitenwand banketten waarop halfpilaren staan die de bogen rond de kapellen en vensteropeningen schragen. De in de 19e eeuw gerestaureerde bladkapitelen naar Korinthisch voorbeeld stammen uit de 12e eeuw; ze vertonen in tegenstelling tot de kapitelen in de narthex een diep reliëf. De vloer van de omloop is versierd geweest met een mozaïek van 24 medaillons die de sterrenbeelden afbeelden. De meeste zijn verdwenen; slechts vier daarvan zijn gespaard gebleven maar zijn zeer versleten. Ze werden pas in 2000 blootgelegd en behoeven zeer een restauratie.

### De crypte
De crypte bestaat uit een "centrale zaal", een omloop, zeven rechthoekige kapellen en een put. In de middelste kapel is de sarcofaag opgesteld, die ter verering van een martelaar uit de 2e eeuw, de H. Valérien, zou zijn opgesteld. Zijn relieken zijn echter verdwenen. In dezelfde kapel tonen 12e-eeuwse muurschilderingen een Christus in Majesteit en de Maagd met Kind. De tongewelven en de muren vertonen sporen van een bekisting en bevatten duidelijk spolia, hergebruikt bouwmateriaal. Enkele zuilen van de centrale zaal zijn van Romeinse herkomst. Andere zijn middeleeuws en hebben kapitelen met bladmotieven. De crypte krijgt licht via een aantal vensters. Dit duidt erop dat de crypte gedeeltelijke bovengronds ligt, gevolg van de ligging van de kerk op een helling.

## Het abtspaleis
Het gotische abtspaleis (1474) heeft een fraai portaal met een kielboog waarboven een kruisbloem een slanke sierpilastertjes aan beide zijden. De vensterpartij wordt geaccentueerd door samenstelde lijsten en accoladebogen.

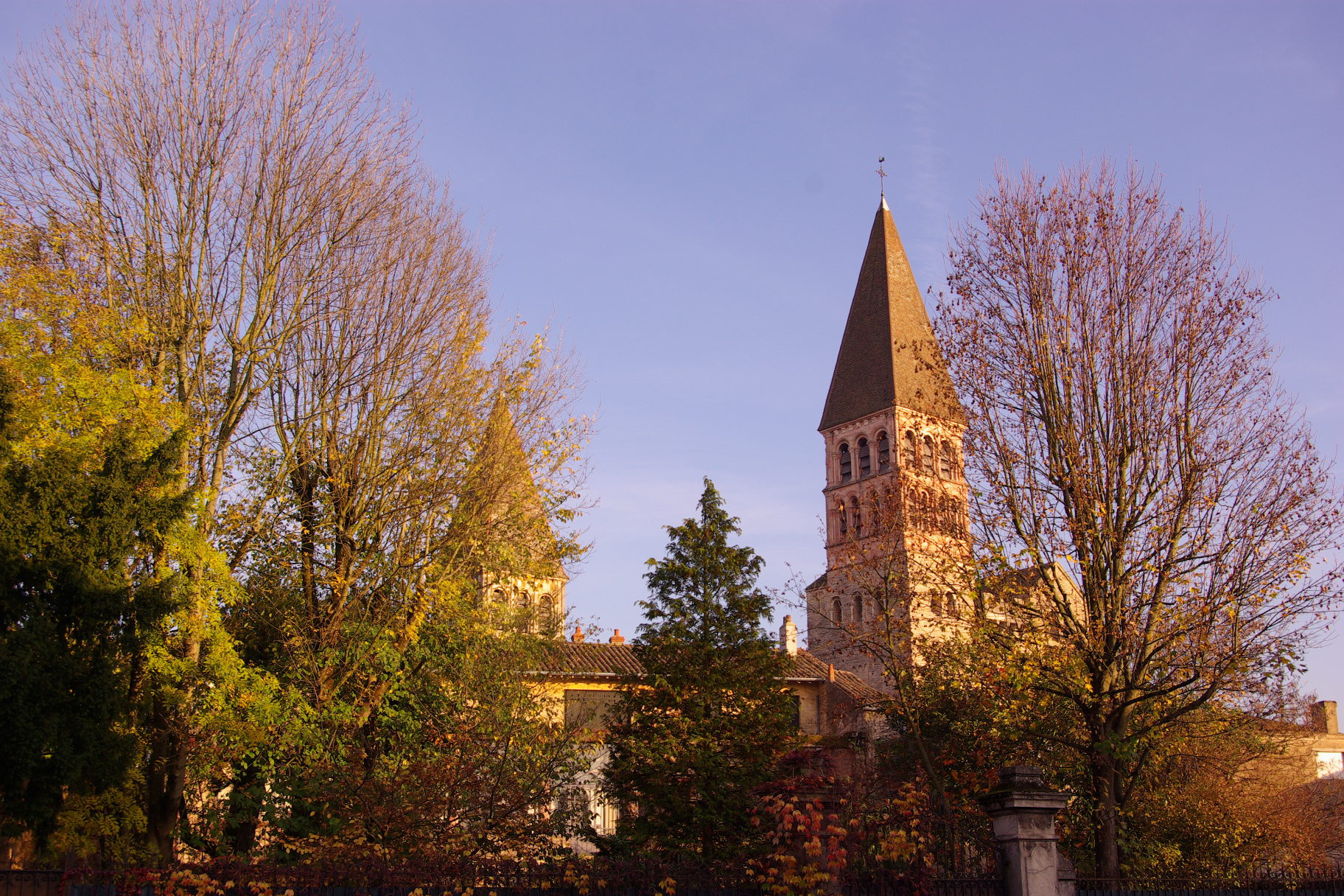
De kloosterkerk in november
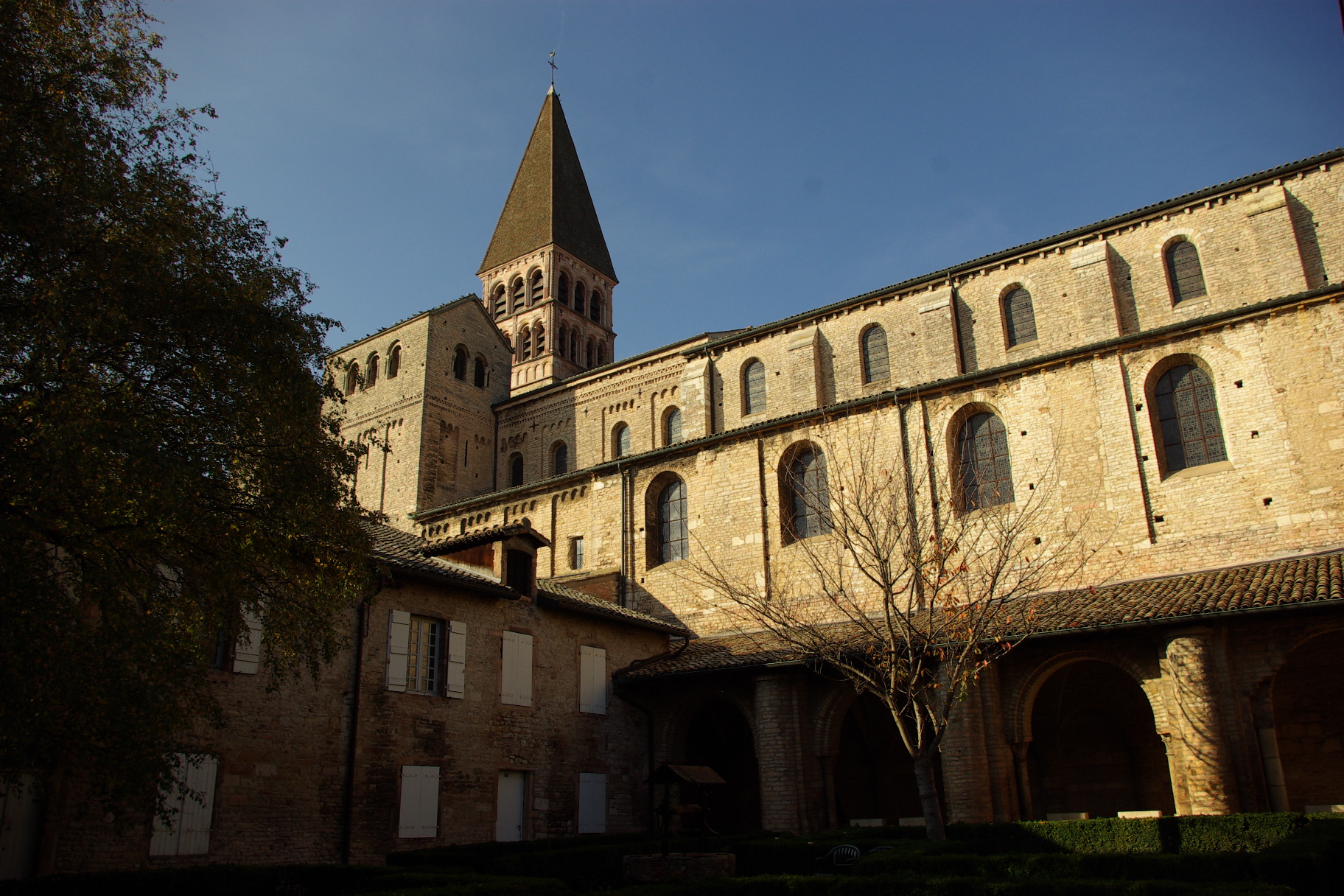
De kloostergang
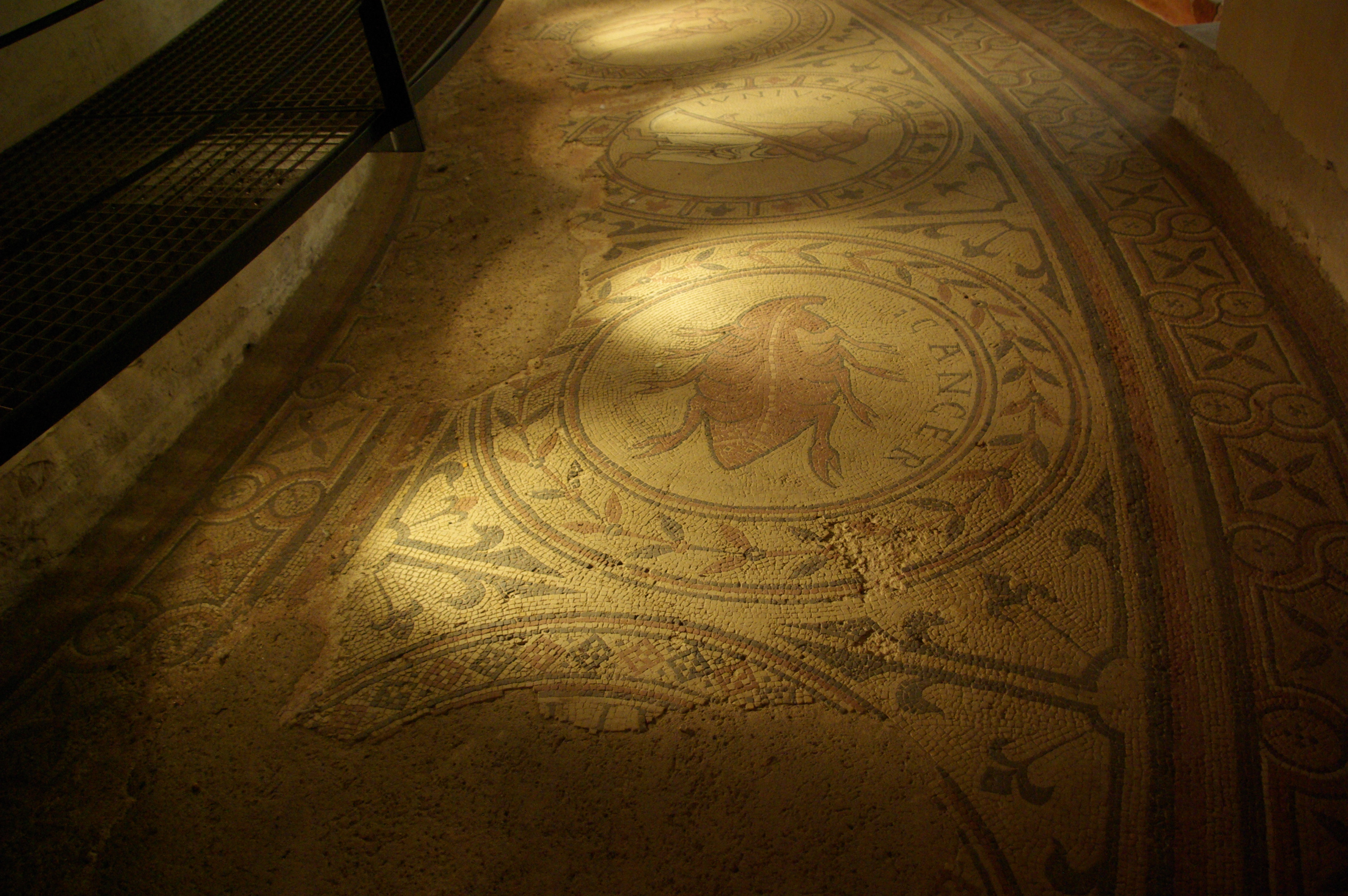
Kooromloop: Mozaïeken uit de 12e eeuw
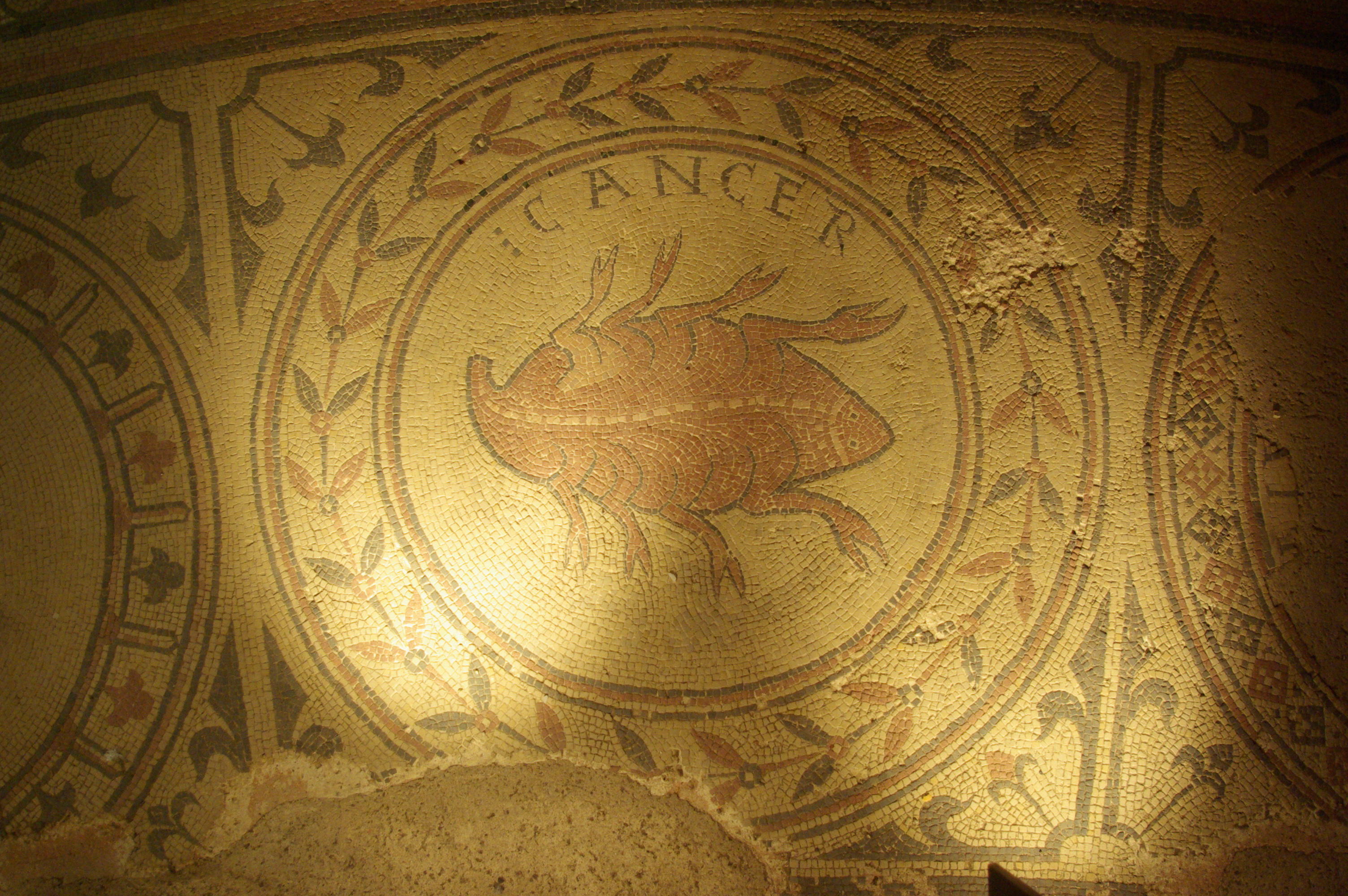
Kooromloop: Mozaïeken uit de 12e eeuw (detail) : Kreeft)
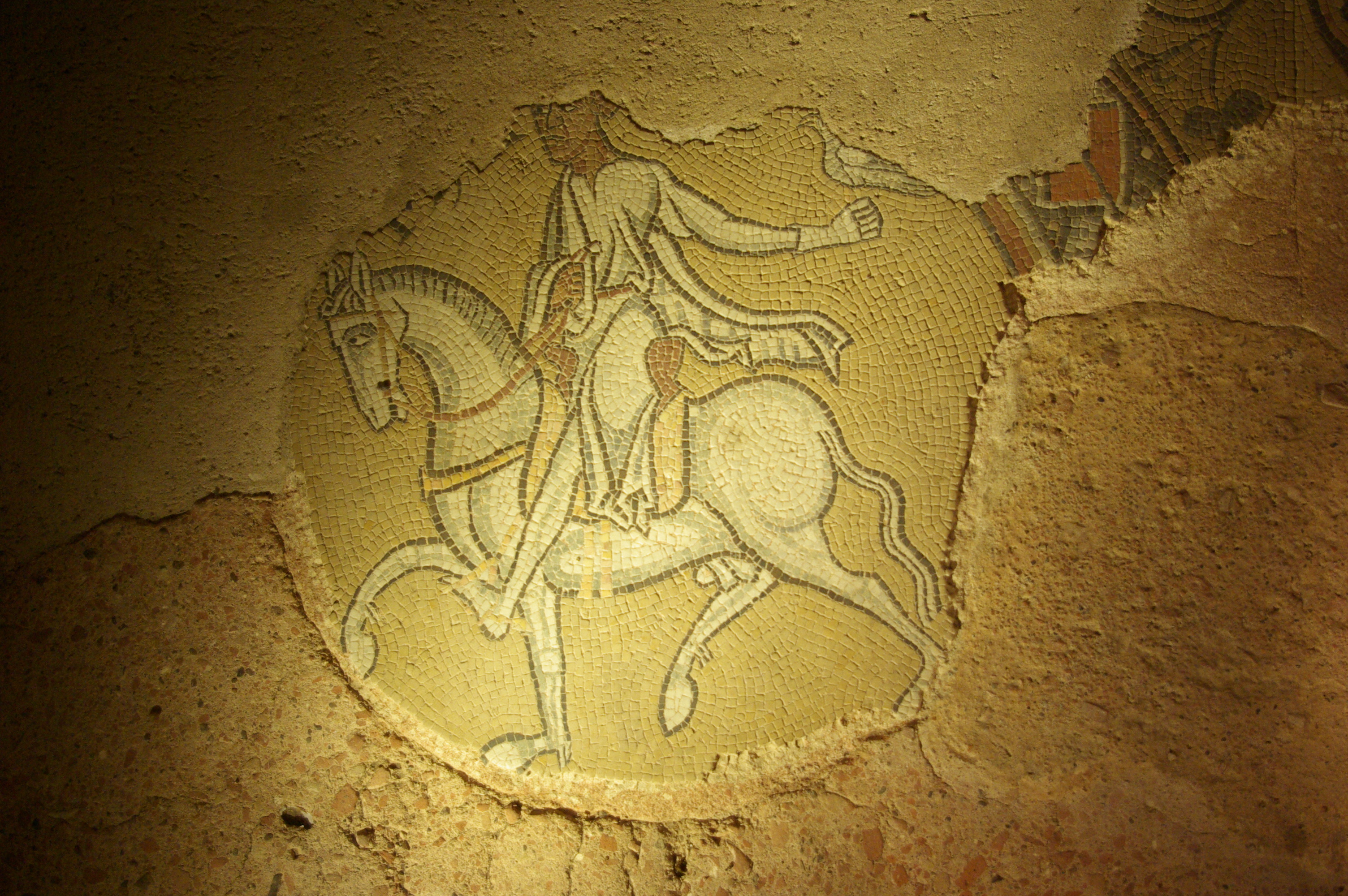
Kooromloop: Mozaïeken uit de 12e eeuw (detail) : Paard)
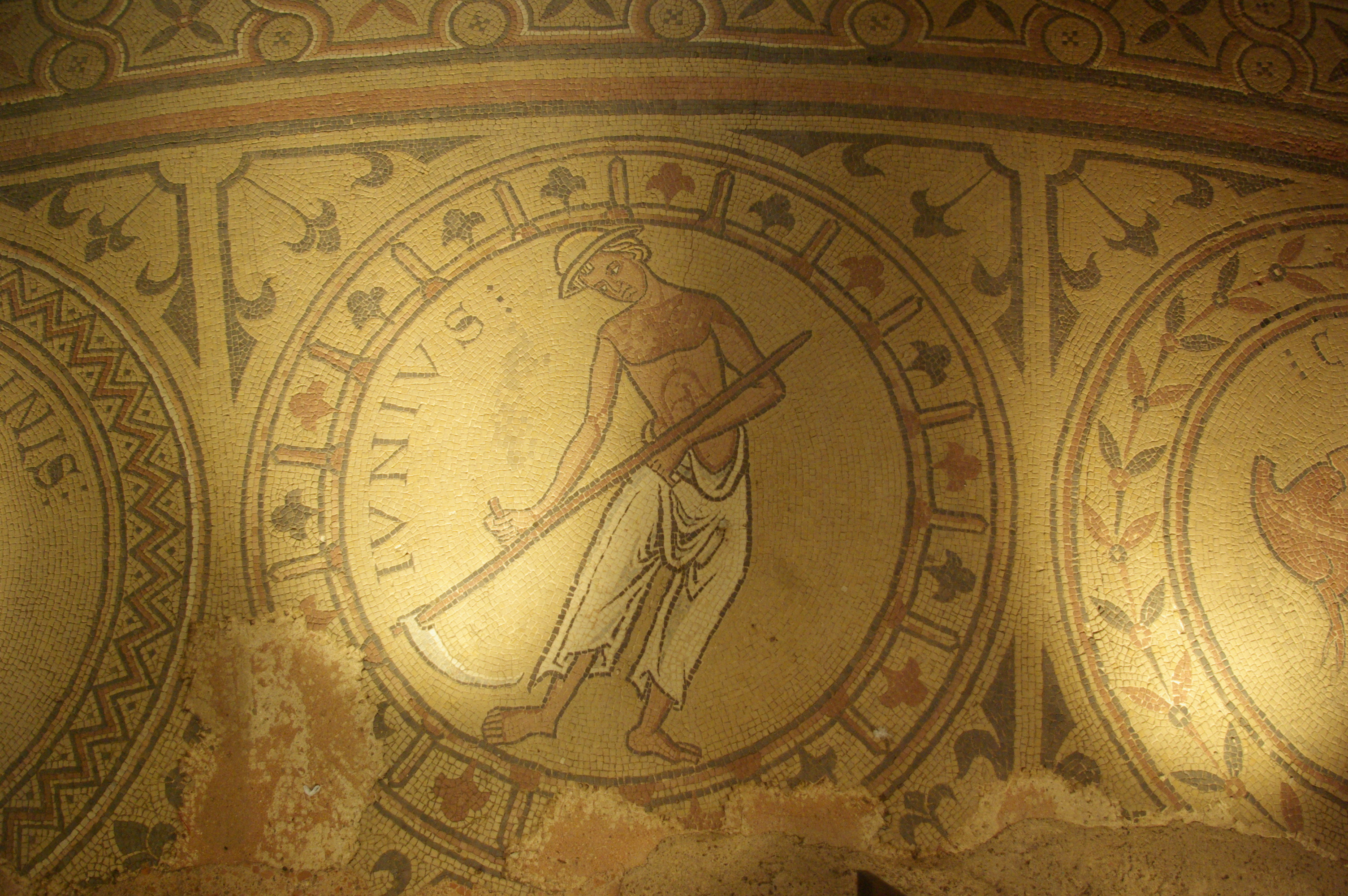
Kooromloop: Mozaïeken uit de 12e eeuw (detail) : Iunius, juni)
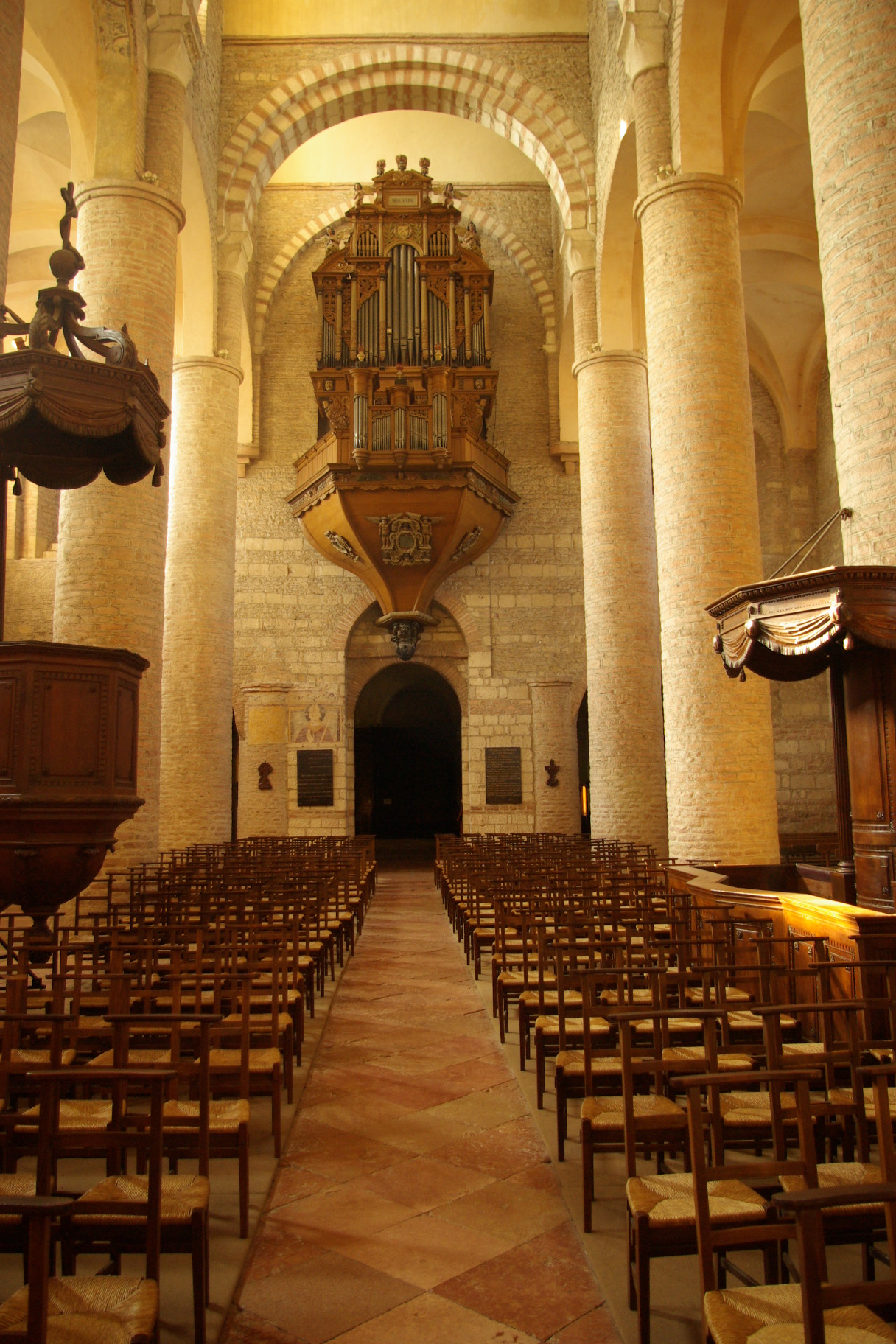
Het middenschip met het orgel
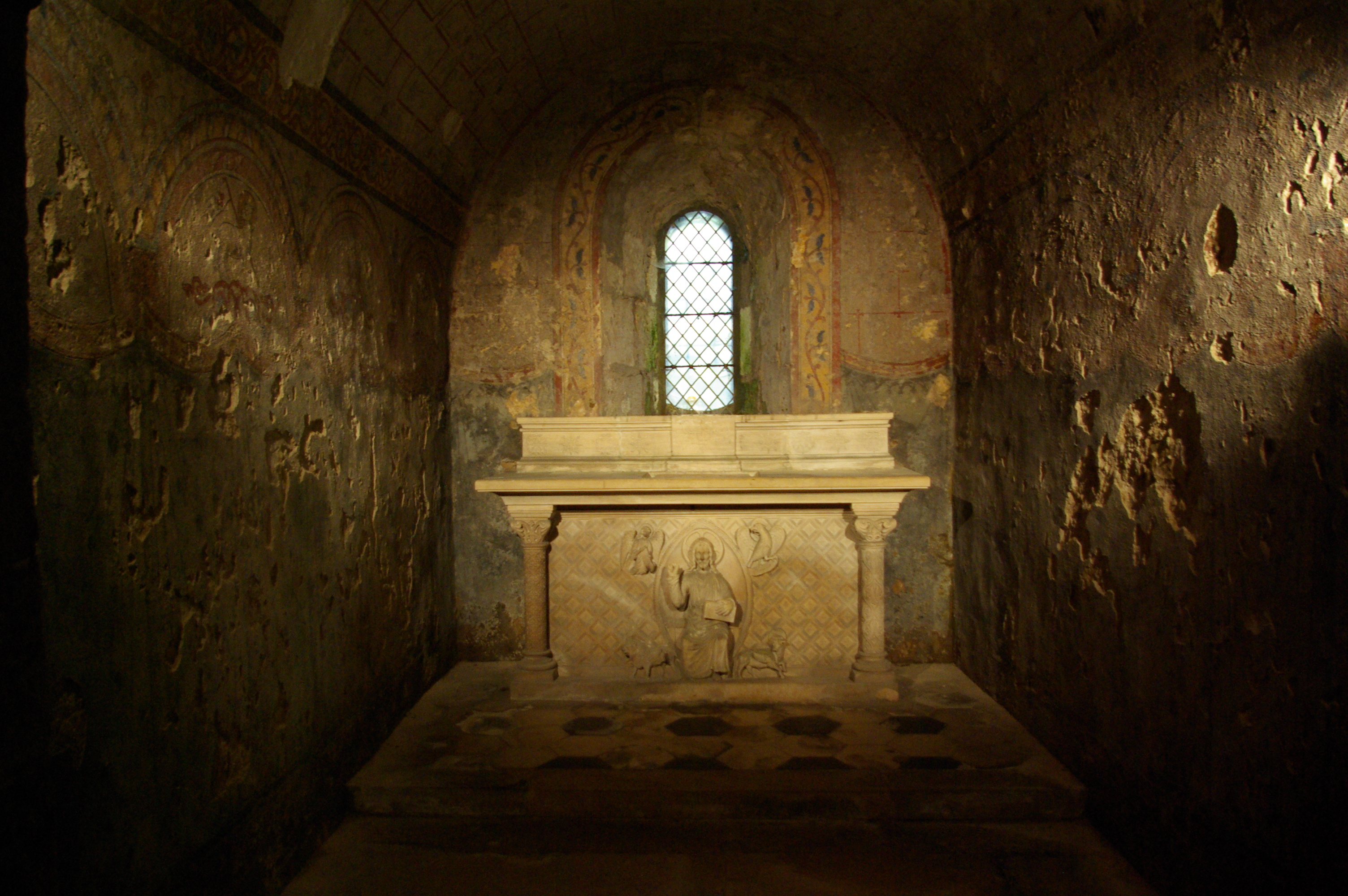
Muurschilderingen in de crypte
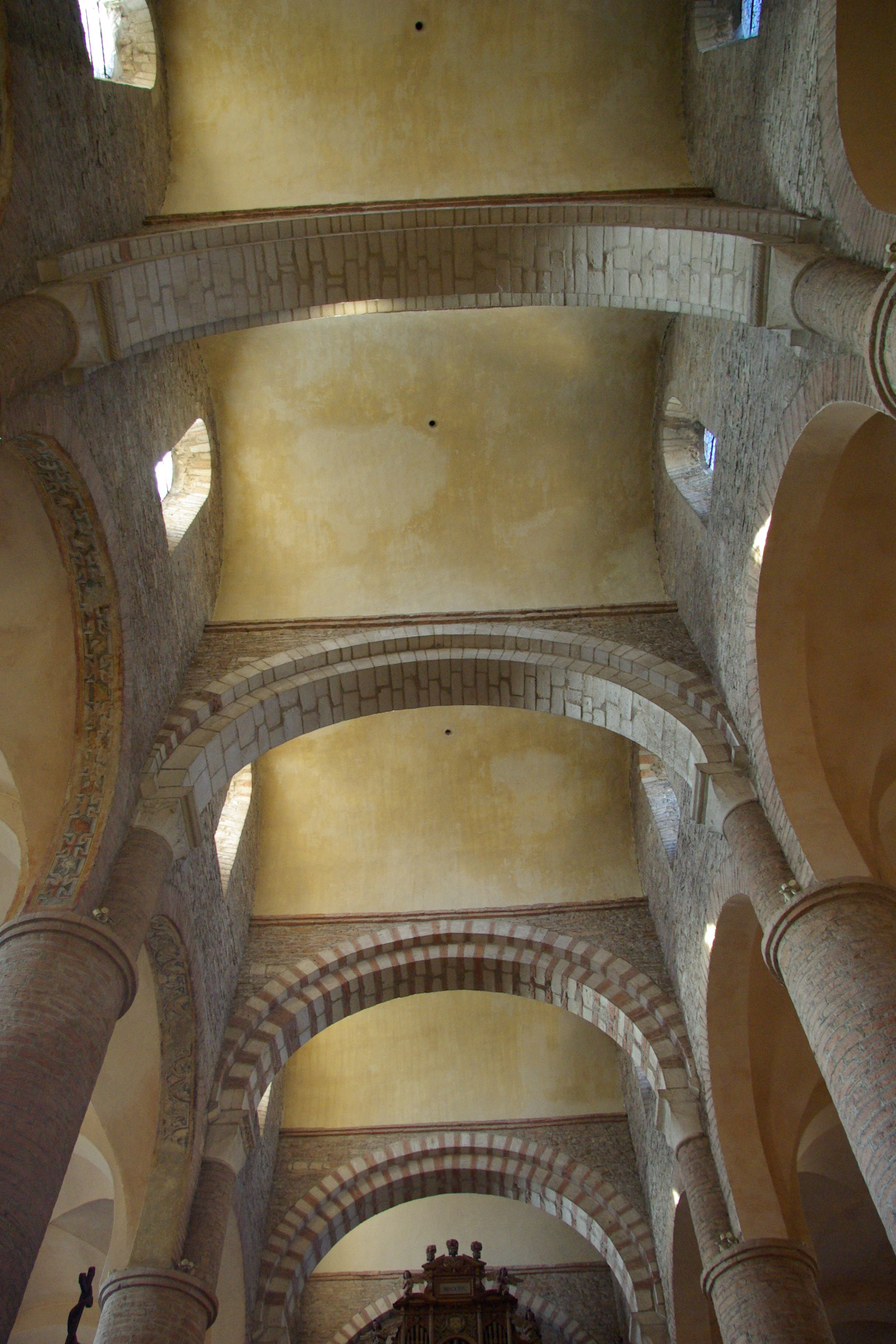
Transversale tongewelven